# Liste der Nummer-eins-Hits in Italien (2009)
Diese Liste der Nummer-eins-Hits basiert auf den offiziellen Chartlisten der Federazione Industria Musicale Italiana (FIMI), der italienischen Landesgruppe der IFPI, im Jahr 2009. Berücksichtigt werden die Albumcharts und die Top-Digital-Download-Singlecharts. Die Chartwoche wurde zunächst immer von Freitag bis Donnerstag, ab 6. Juli hingegen von Montag bis Sonntag gezählt.

## Singles
| ← 2008 ← | Liste der Nummer-eins-Hits in Italien | Liste der Nummer-eins-Hits in Italien | Liste der Nummer-eins-Hits in Italien                                                                                            | 2010 → |
| \| Zeitraum \| Wo. ges. \| Interpret \| Titel Autor(en) \| Zusätzliche Informationen \| \| (Zeitraum, Wochen auf Platz eins, Interpret, Titel, Autor[en], zusätzliche Informationen) \| \| \| \| \| \| ----------------------------------------------------------------------------------------- \| -------- \| -------------------------------- \| -------------------------------------------------------------------------------------------------------------------------------- \| ------------------------------------------------------------------------------------------------------------------------------------------------------------------------------------------------------------------------------------------------------------------------------------------------------------------------------------------------------------------------------- \| \| 12. Dezember 2008 – 15. Januar 2009 5 Wochen (insgesamt 12) \| 12 \| Giusy Ferreri \| Novembre Roberto Casalino \| Ihre zweite Single brachte der sizilianischen Sängerin auch schon ihren zweiten Nummer-eins-Hit. \| \| 16. Januar 2009 – 22. Januar 2009 1 Woche \| 1 \| Alessandra Amoroso \| Immobile Daniele Coro, Federica Camba \| Amoroso gewann die diesjährige Ausgabe der Castingshow Amici, wo sie u. a. dieses Lied präsentierte, das daraufhin auch die Chartspitze erreichte. \| \| 23. Januar 2009 – 19. Februar 2009 4 Wochen \| 4 \| Negramaro \| Meraviglioso Domenico Modugno, Riccardo Pazzaglia \| Mit einem Domenico-Modugno-Cover gelang der Band der erste Nummer-eins-Hit. \| \| 20. Februar 2009 – 2. April 2009 6 Wochen \| 6 \| Arisa \| Sincerità Giuseppe Anastasi, Maurizio Filardo, Giuseppe Mangiaracina \| Arisa siegte mit diesem Lied in der Newcomer-Kategorie des Sanremo-Festivals 2009. \| \| 3. April 2009 – 9. April 2009 1 Woche \| 1 \| Valerio Scanu \| Sentimento Alessandra Dini, Andrea Del Principe \| Auch der Zweitplatzierte von Amici konnte die Chartspitze erreichen. \| \| 10. April 2009 – 16. April 2009 1 Woche \| 1 \| Alessandra Amoroso \| Stupida Diego Calvetti, Daniele Coro, Federica Camba \| Die Amici-Siegerin brachte beide Finalbeiträge auf Platz eins der Charts. \| \| 17. April 2009 – 23. April 2009 1 Woche \| 1 \| X-Factor Finalisti 2009 \| You’ve Got a Friend Carole King \| Mit einem Charitysong für die Opfer des Erdbebens von L’Aquila erreichten die Finalisten der zweiten Staffel der Castingshow X Factor gemeinsam die Spitzenposition. \| \| 24. April 2009 – 30. April 2009 1 Woche \| 1 \| The Bastard Sons of Dioniso \| L’amor carnale Bastard Sons of Dioniso, Gaudi \| Während der X-Factor-Sieger Matteo Becucci in den Charts nicht über den zweiten Platz hinauskam, gelang den Zweitplatzierten der Sprung an die Spitze. \| \| 1. Mai 2009 – 7. Mai 2009 1 Woche \| 1 \| Eros Ramazzotti \| Parla con me Eros Ramazzotti, Adelio Cogliati, Claudio Guidetti \| Für den römischen Musiker ist es der neunte Nummer-eins-Hit in Italien. \| \| 8. Mai 2009 – 2. August 2009 12 Wochen (insgesamt 12) \| 12 \| Artisti Uniti per l’Abruzzo \| Domani 21/04.2009 Mauro Pagani \| Das Cover des Liedes Domani von Mauro Pagani (2003) wurde von 56 italienischen Musikern zur Unterstützung der Erdbebenopfer von L’Aquila aufgenommen. Initiiert wurde das Projekt von Pagani zusammen mit Jovanotti und Giuliano Sangiorgi; es war bereits der zweite Charitysong für L’Aquila innerhalb eines Monats und entwickelte sich zum meistverkauften Lied des Jahres. \| \| 3. August 2009 – 9. August 2009 1 Woche (insgesamt 2) \| 2 \| David Guetta feat. Kelly Rowland \| When Love Takes Over Miriam Nervo, Olivia Nervo, Kelly Rowland, David Guetta, Frédéric Riesterer \| – \| \| 10. August 2009 – 16. August 2009 1 Woche \| 1 \| Madonna \| Celebration Madonna, Paul Oakenfold, Ian Green, Ciaran Gribbin \| – \| \| 17. August 2009 – 23. August 2009 1 Woche (insgesamt 2) \| 2 \| David Guetta feat. Kelly Rowland \| When Love Takes Over Miriam Nervo, Olivia Nervo, Kelly Rowland, David Guetta, Frédéric Riesterer \| – \| \| 24. August 2009 – 6. September 2009 2 Wochen (insgesamt 5) \| 5 \| The Black Eyed Peas \| I Gotta Feeling The Black Eyed Peas, David Guetta, Frédéric Riesterer \| – \| \| 7. September 2009 – 20. September 2009 2 Wochen \| 2 \| Noemi feat. Fiorella Mannoia \| L’amore si odia Diego Calvetti, Marco Ciappelli \| Sowohl für Noemi – Teilnehmerin an The X Factor – als auch für Mannoia handelte es sich um den ersten Nummer-eins-Hit. \| \| 21. September 2009 – 4. Oktober 2009 2 Wochen \| 2 \| Vasco Rossi \| Ad ogni costo Thom Yorke, Albert Hammond, Mike Hazlewood, Colin Greenwood, Ed O’Brien, Jonny Greenwood, Phil Selway, Vasco Rossi \| Ein Cover des Radiohead-Hits Creep wurde zu Rossis fünftem Nummer-eins-Hit. \| \| 5. Oktober 2009 – 11. Oktober 2009 1 Woche (insgesamt 5) \| 5 \| The Black Eyed Peas \| I Gotta Feeling The Black Eyed Peas, David Guetta, Frédéric Riesterer \| – \| \| 12. Oktober 2009 – 18. Oktober 2009 1 Woche \| 1 \| Robbie Williams \| Bodies Robbie Williams, Brandon Christy, Craig Russo \| – \| \| 19. Oktober 2009 – 1. November 2009 2 Wochen \| 2 \| Elisa feat. Giuliano Sangiorgi \| Ti vorrei sollevare Elisa \| – \| \| 2. November 2009 – 8. November 2009 1 Woche (insgesamt 5) \| 5 \| The Black Eyed Peas \| I Gotta Feeling The Black Eyed Peas, David Guetta, Frédéric Riesterer \| – \| \| 9. November 2009 – 29. November 2011 2 Wochen \| 2 \| Gianna Nannini feat. Giorgia \| Salvami Gianna Nannini, Pacifico \| – \| \| 30. November 2009 – 6. Dezember 2009 1 Woche \| 1 \| Marco Mengoni \| Dove si vola Bungaro, Saverio Grandi \| Nach dem Sieg bei der dritten Staffel von X Factor erreichte Mengoni erstmals Platz eins. \| \| 7. Dezember 2009 – 10. Januar 2010 5 Wochen \| 5 \| Lady Gaga \| Bad Romance Stefani Germanotta, Nadir Khayat \| – \| |                                       |                                       | | |
| ← 2008 |                                       |                                       | | → 2010 → |
| Zeitraum | Wo. ges.                              | Interpret                             | Titel Autor(en) | Zusätzliche Informationen |
| (Zeitraum, Wochen auf Platz eins, Interpret, Titel, Autor[en], zusätzliche Informationen) |                                       |                                       | | |
| 12. Dezember 2008 – 15. Januar 2009 5 Wochen (insgesamt 12) | 12                                    | Giusy Ferreri                         | Novembre Roberto Casalino | Ihre zweite Single brachte der sizilianischen Sängerin auch schon ihren zweiten Nummer-eins-Hit. |
| 16. Januar 2009 – 22. Januar 2009 1 Woche | 1                                     | Alessandra Amoroso                    | Immobile Daniele Coro, Federica Camba                                                                                            | Amoroso gewann die diesjährige Ausgabe der Castingshow Amici, wo sie u. a. dieses Lied präsentierte, das daraufhin auch die Chartspitze erreichte. |
| 23. Januar 2009 – 19. Februar 2009 4 Wochen | 4                                     | Negramaro                             | Meraviglioso Domenico Modugno, Riccardo Pazzaglia                                                                                | Mit einem Domenico-Modugno-Cover gelang der Band der erste Nummer-eins-Hit. |
| 20. Februar 2009 – 2. April 2009 6 Wochen | 6                                     | Arisa                                 | Sincerità Giuseppe Anastasi, Maurizio Filardo, Giuseppe Mangiaracina                                                             | Arisa siegte mit diesem Lied in der Newcomer-Kategorie des Sanremo-Festivals 2009. |
| 3. April 2009 – 9. April 2009 1 Woche | 1                                     | Valerio Scanu                         | Sentimento Alessandra Dini, Andrea Del Principe                                                                                  | Auch der Zweitplatzierte von Amici konnte die Chartspitze erreichen. |
| 10. April 2009 – 16. April 2009 1 Woche | 1                                     | Alessandra Amoroso                    | Stupida Diego Calvetti, Daniele Coro, Federica Camba                                                                             | Die Amici-Siegerin brachte beide Finalbeiträge auf Platz eins der Charts. |
| 17. April 2009 – 23. April 2009 1 Woche | 1                                     | X-Factor Finalisti 2009               | You’ve Got a Friend Carole King                                                                                                  | Mit einem Charitysong für die Opfer des Erdbebens von L’Aquila erreichten die Finalisten der zweiten Staffel der Castingshow X Factor gemeinsam die Spitzenposition. |
| 24. April 2009 – 30. April 2009 1 Woche | 1                                     | The Bastard Sons of Dioniso           | L’amor carnale Bastard Sons of Dioniso, Gaudi                                                                                    | Während der X-Factor-Sieger Matteo Becucci in den Charts nicht über den zweiten Platz hinauskam, gelang den Zweitplatzierten der Sprung an die Spitze. |
| 1. Mai 2009 – 7. Mai 2009 1 Woche | 1                                     | Eros Ramazzotti                       | Parla con me Eros Ramazzotti, Adelio Cogliati, Claudio Guidetti                                                                  | Für den römischen Musiker ist es der neunte Nummer-eins-Hit in Italien. |
| 8. Mai 2009 – 2. August 2009 12 Wochen (insgesamt 12) | 12                                    | Artisti Uniti per l’Abruzzo           | Domani 21/04.2009 Mauro Pagani                                                                                                   | Das Cover des Liedes Domani von Mauro Pagani (2003) wurde von 56 italienischen Musikern zur Unterstützung der Erdbebenopfer von L’Aquila aufgenommen. Initiiert wurde das Projekt von Pagani zusammen mit Jovanotti und Giuliano Sangiorgi; es war bereits der zweite Charitysong für L’Aquila innerhalb eines Monats und entwickelte sich zum meistverkauften Lied des Jahres. |
| 3. August 2009 – 9. August 2009 1 Woche (insgesamt 2) | 2                                     | David Guetta feat. Kelly Rowland      | When Love Takes Over Miriam Nervo, Olivia Nervo, Kelly Rowland, David Guetta, Frédéric Riesterer                                 | – |
| 10. August 2009 – 16. August 2009 1 Woche | 1                                     | Madonna                               | Celebration Madonna, Paul Oakenfold, Ian Green, Ciaran Gribbin                                                                   | – |
| 17. August 2009 – 23. August 2009 1 Woche (insgesamt 2) | 2                                     | David Guetta feat. Kelly Rowland      | When Love Takes Over Miriam Nervo, Olivia Nervo, Kelly Rowland, David Guetta, Frédéric Riesterer                                 | – |
| 24. August 2009 – 6. September 2009 2 Wochen (insgesamt 5) | 5                                     | The Black Eyed Peas                   | I Gotta Feeling The Black Eyed Peas, David Guetta, Frédéric Riesterer                                                            | – |
| 7. September 2009 – 20. September 2009 2 Wochen | 2                                     | Noemi feat. Fiorella Mannoia          | L’amore si odia Diego Calvetti, Marco Ciappelli                                                                                  | Sowohl für Noemi – Teilnehmerin an The X Factor – als auch für Mannoia handelte es sich um den ersten Nummer-eins-Hit. |
| 21. September 2009 – 4. Oktober 2009 2 Wochen | 2                                     | Vasco Rossi                           | Ad ogni costo Thom Yorke, Albert Hammond, Mike Hazlewood, Colin Greenwood, Ed O’Brien, Jonny Greenwood, Phil Selway, Vasco Rossi | Ein Cover des Radiohead-Hits Creep wurde zu Rossis fünftem Nummer-eins-Hit. |
| 5. Oktober 2009 – 11. Oktober 2009 1 Woche (insgesamt 5) | 5                                     | The Black Eyed Peas                   | I Gotta Feeling The Black Eyed Peas, David Guetta, Frédéric Riesterer                                                            | – |
| 12. Oktober 2009 – 18. Oktober 2009 1 Woche | 1                                     | Robbie Williams                       | Bodies Robbie Williams, Brandon Christy, Craig Russo                                                                             | – |
| 19. Oktober 2009 – 1. November 2009 2 Wochen | 2                                     | Elisa feat. Giuliano Sangiorgi        | Ti vorrei sollevare Elisa | – |
| 2. November 2009 – 8. November 2009 1 Woche (insgesamt 5) | 5                                     | The Black Eyed Peas                   | I Gotta Feeling The Black Eyed Peas, David Guetta, Frédéric Riesterer                                                            | – |
| 9. November 2009 – 29. November 2011 2 Wochen | 2                                     | Gianna Nannini feat. Giorgia          | Salvami Gianna Nannini, Pacifico                                                                                                 | – |
| 30. November 2009 – 6. Dezember 2009 1 Woche | 1                                     | Marco Mengoni                         | Dove si vola Bungaro, Saverio Grandi                                                                                             | Nach dem Sieg bei der dritten Staffel von X Factor erreichte Mengoni erstmals Platz eins. |
| 7. Dezember 2009 – 10. Januar 2010 5 Wochen | 5                                     | Lady Gaga                             | Bad Romance Stefani Germanotta, Nadir Khayat                                                                                     | – |

## Alben
| ← 2008 ← | Liste der Nummer-eins-Alben in Italien | Liste der Nummer-eins-Alben in Italien | Liste der Nummer-eins-Alben in Italien | 2010 →                    |
| \| Zeitraum \| Wo. ges. \| Interpret \| Titel \| Zusätzliche Informationen \| \| (Zeitraum, Wochen auf Platz eins, Interpret, Titel, zusätzliche Informationen) \| \| \| \| \| \| ------------------------------------------------------------------------------ \| -------- \| ------------------ \| --------------------------- \| ------------------------- \| \| 14. November 2008 – 15. Januar 2009 9 Wochen \| 9 \| Laura Pausini \| Primavera in anticipo \| – \| \| 16. Januar 2009 – 22. Januar 2009 1 Woche (insgesamt 3) \| 3 \| Tiziano Ferro \| Alla mia età \| – \| \| 23. Januar 2009 – 5. Februar 2009 2 Wochen \| 2 \| Bruce Springsteen \| Working on a Dream \| – \| \| 6. Februar 2009 – 12. Februar 2009 1 Woche \| 1 \| Nek \| Un’altra direzione \| – \| \| 13. Februar 2009 – 19. Februar 2009 1 Woche (insgesamt 3) \| 3 \| Tiziano Ferro \| Alla mia età \| – \| \| 20. Februar 2009 – 27. März 2009 5 Wochen \| 5 \| Antonello Venditti \| Le donne \| – \| \| 28. Februar 2009 – 19. März 2009 3 Wochen \| 3 \| U2 \| No Line on the Horizon \| – \| \| 20. März 2009 – 9. April 2009 3 Wochen \| 3 \| Renato Zero \| Presente \| – \| \| 10. April 2009 – 16. April 2009 1 Woche (insgesamt 3) \| 3 \| Alessandra Amoroso \| Stupida \| – \| \| 17. April 2009 – 30. April 2009 2 Wochen \| 2 \| Depeche Mode \| Sounds of the Universe \| – \| \| 1. Mai 2009 – 14. Mai 2009 2 Wochen (insgesamt 3) \| 3 \| Alessandra Amoroso \| Stupida \| – \| \| 15. Mai 2009 – 21. Mai 2009 1 Woche \| 1 \| Green Day \| 21st Century Breakdown \| – \| \| 22. Mai 2009 – 5. Juli 2009 6 Wochen (insgesamt 6) \| 6 \| Eros Ramazzotti \| Ali e radici \| – \| \| 6. Juli 2009 – 12. Juli 2009 1 Woche \| 1 \| Michael Jackson \| Thriller \| – \| \| 13. Juli 2009 – 30. August 2009 7 Wochen \| 7 \| Michael Jackson \| King of Pop \| – \| \| 31. August 2009 – 6. September 2009 1 Woche \| 1 \| Whitney Houston \| I Look to You \| – \| \| 7. September 2009 – 13. September 2009 1 Woche \| 1 \| Muse \| The Resistance \| – \| \| 14. September 2009 – 20. September 2009 1 Woche \| 1 \| Madonna \| Celebration \| – \| \| 21. September 2009 – 18. Oktober 2009 4 Wochen \| 4 \| Alessandra Amoroso \| Senza nuvole \| – \| \| 19. Oktober 2009 – 25. Oktober 2009 1 Woche \| 1 \| Michael Bublé \| Crazy Love \| – \| \| 26. Oktober 2009 – 8. November 2009 2 Wochen \| 2 \| Michael Jackson \| This Is It \| – \| \| 9. November 2009 – 22. November 2009 2 Wochen \| 2 \| Elisa \| Heart \| – \| \| 23. November 2009 – 6. Dezember 2009 2 Wochen (insgesamt 7) \| 7 \| Vasco Rossi \| Tracks 2 – Inediti & rarità \| – \| \| 7. Dezember 2009 – 27. Dezember 2009 3 Wochen \| 3 \| Andrea Bocelli \| My Christmas \| – \| \| 28. Dezember 2009 – 31. Januar 2010 5 Wochen (insgesamt 7) \| 7 \| Vasco Rossi \| Tracks 2 – Inediti & rarità \| – \| |                                        |                                        |                                        |                           |
| ← 2008 |                                        |                                        |                                        | → 2010 →                  |
| Zeitraum | Wo. ges.                               | Interpret                              | Titel                                  | Zusätzliche Informationen |
| (Zeitraum, Wochen auf Platz eins, Interpret, Titel, zusätzliche Informationen) |                                        |                                        |                                        |                           |
| 14. November 2008 – 15. Januar 2009 9 Wochen | 9                                      | Laura Pausini                          | Primavera in anticipo                  | –                         |
| 16. Januar 2009 – 22. Januar 2009 1 Woche (insgesamt 3) | 3                                      | Tiziano Ferro                          | Alla mia età                           | –                         |
| 23. Januar 2009 – 5. Februar 2009 2 Wochen | 2                                      | Bruce Springsteen                      | Working on a Dream                     | –                         |
| 6. Februar 2009 – 12. Februar 2009 1 Woche | 1                                      | Nek                                    | Un’altra direzione                     | –                         |
| 13. Februar 2009 – 19. Februar 2009 1 Woche (insgesamt 3) | 3                                      | Tiziano Ferro                          | Alla mia età                           | –                         |
| 20. Februar 2009 – 27. März 2009 5 Wochen | 5                                      | Antonello Venditti                     | Le donne                               | –                         |
| 28. Februar 2009 – 19. März 2009 3 Wochen | 3                                      | U2                                     | No Line on the Horizon                 | –                         |
| 20. März 2009 – 9. April 2009 3 Wochen | 3                                      | Renato Zero                            | Presente                               | –                         |
| 10. April 2009 – 16. April 2009 1 Woche (insgesamt 3) | 3                                      | Alessandra Amoroso                     | Stupida                                | –                         |
| 17. April 2009 – 30. April 2009 2 Wochen | 2                                      | Depeche Mode                           | Sounds of the Universe                 | –                         |
| 1. Mai 2009 – 14. Mai 2009 2 Wochen (insgesamt 3) | 3                                      | Alessandra Amoroso                     | Stupida                                | –                         |
| 15. Mai 2009 – 21. Mai 2009 1 Woche | 1                                      | Green Day                              | 21st Century Breakdown                 | –                         |
| 22. Mai 2009 – 5. Juli 2009 6 Wochen (insgesamt 6) | 6                                      | Eros Ramazzotti                        | Ali e radici                           | –                         |
| 6. Juli 2009 – 12. Juli 2009 1 Woche | 1                                      | Michael Jackson                        | Thriller                               | –                         |
| 13. Juli 2009 – 30. August 2009 7 Wochen | 7                                      | Michael Jackson                        | King of Pop                            | –                         |
| 31. August 2009 – 6. September 2009 1 Woche | 1                                      | Whitney Houston                        | I Look to You                          | –                         |
| 7. September 2009 – 13. September 2009 1 Woche | 1                                      | Muse                                   | The Resistance                         | –                         |
| 14. September 2009 – 20. September 2009 1 Woche | 1                                      | Madonna                                | Celebration                            | –                         |
| 21. September 2009 – 18. Oktober 2009 4 Wochen | 4                                      | Alessandra Amoroso                     | Senza nuvole                           | –                         |
| 19. Oktober 2009 – 25. Oktober 2009 1 Woche | 1                                      | Michael Bublé                          | Crazy Love                             | –                         |
| 26. Oktober 2009 – 8. November 2009 2 Wochen | 2                                      | Michael Jackson                        | This Is It                             | –                         |
| 9. November 2009 – 22. November 2009 2 Wochen | 2                                      | Elisa                                  | Heart                                  | –                         |
| 23. November 2009 – 6. Dezember 2009 2 Wochen (insgesamt 7) | 7                                      | Vasco Rossi                            | Tracks 2 – Inediti & rarità            | –                         |
| 7. Dezember 2009 – 27. Dezember 2009 3 Wochen | 3                                      | Andrea Bocelli                         | My Christmas                           | –                         |
| 28. Dezember 2009 – 31. Januar 2010 5 Wochen (insgesamt 7) | 7                                      | Vasco Rossi                            | Tracks 2 – Inediti & rarità            | –                         |

## Jahreshitparaden
| ← 2008 ← | Liste der Jahres-Nummer-eins-Hits in Italien | Liste der Jahres-Nummer-eins-Hits in Italien | Liste der Jahres-Nummer-eins-Hits in Italien | 2010 →   |
| \| Singles \| Position# \| Alben \| \| ----------------------------------------------------------------------------------------- \| --------- \| -------------------------------------- \| \| Domani 21/04.2009 Artisti Uniti per l’Abruzzo Mauro Pagani \| 1 \| Alla mia età Tiziano Ferro \| \| Sincerità Arisa Giuseppe Anastasi, Maurizio Filardo, Giuseppe Mangiaracina \| 2 \| Presente Renato Zero \| \| I Gotta Feeling The Black Eyed Peas The Black Eyed Peas, David Guetta, Frédéric Riesterer \| 3 \| Ali e radici Eros Ramazzotti \| \| Poker Face Lady Gaga Stefani Germanotta, Nadir Khayat \| 4 \| My Christmas Andrea Bocelli \| \| Il regalo più grande Tiziano Ferro \| 5 \| No Line on the Horizon U2 \| \| L’amore si odia Noemi feat. Fiorella Mannoia Diego Calvetti, Marco Ciappelli \| 6 \| Tracks – Inediti & rarità Vasco Rossi \| \| She Wolf / Loba Shakira Shakira, John Hill, Sam Endicott, Jorge Drexler \| 7 \| Primavera in anticipo Laura Pausini \| \| This Is the Life Amy Macdonald \| 8 \| Laura Live World Tour 09 Laura Pausini \| \| Meraviglioso Negramaro Domenico Modugno, Riccardo Pazzaglia \| 9 \| This Is It Michael Jackson \| \| Come foglie Malika Ayane Giuliano Sangiorgi \| 10 \| Stupida Alessandra Amoroso \| |                                              |                                              |                                              |          |
| ← 2008 |                                              |                                              |                                              | → 2010 → |
| Singles | Position#                                    | Alben                                        |                                              |          |
| Domani 21/04.2009 Artisti Uniti per l’Abruzzo Mauro Pagani | 1                                            | Alla mia età Tiziano Ferro                   |                                              |          |
| Sincerità Arisa Giuseppe Anastasi, Maurizio Filardo, Giuseppe Mangiaracina | 2                                            | Presente Renato Zero                         |                                              |          |
| I Gotta Feeling The Black Eyed Peas The Black Eyed Peas, David Guetta, Frédéric Riesterer | 3                                            | Ali e radici Eros Ramazzotti                 |                                              |          |
| Poker Face Lady Gaga Stefani Germanotta, Nadir Khayat | 4                                            | My Christmas Andrea Bocelli                  |                                              |          |
| Il regalo più grande Tiziano Ferro | 5                                            | No Line on the Horizon U2                    |                                              |          |
| L’amore si odia Noemi feat. Fiorella Mannoia Diego Calvetti, Marco Ciappelli | 6                                            | Tracks – Inediti & rarità Vasco Rossi        |                                              |          |
| She Wolf / Loba Shakira Shakira, John Hill, Sam Endicott, Jorge Drexler | 7                                            | Primavera in anticipo Laura Pausini          |                                              |          |
| This Is the Life Amy Macdonald | 8                                            | Laura Live World Tour 09 Laura Pausini       |                                              |          |
| Meraviglioso Negramaro Domenico Modugno, Riccardo Pazzaglia | 9                                            | This Is It Michael Jackson                   |                                              |          |
| Come foglie Malika Ayane Giuliano Sangiorgi | 10                                           | Stupida Alessandra Amoroso                   |                                              |          |